# SN 2011dp
SN 2011dp – supernowa typu Ia odkryta 2 czerwca 2011 roku w galaktyce M-01-05-31. W momencie odkrycia miała maksymalną jasność 16,10m.